# Vidas rotas
Vidas rotas es una película española de drama estrenada en 1935, dirigida por Eusebio Fernández Ardavín y protagonizada en los papeles principales por Lupita Tovar y Maruchi Fresno.
Está basada en el relato "El jayón" publicado en 1916 por la escritora española Concha Espina.

## Sinopsis
Tras dos divorcios, un hombre de negocios vive tranquilamente sin preocuparse de los dos hijos que ha tenido.

## Reparto
- Lupita Tovar - Marcela
- Maruchi Fresno - Irene
- Enrique Zabala - Andrés Borja
- María Amaya - Carmen
- Manuel Arbó - Músico
- Fernando Fernández de Córdoba - Juan Gras
- Arturo Girelli - Carlitos
- José Isbert - Paco
- Cándida Losada - Catalina
- Manuel París - Alvear
- Luisa Sala
- Dolores Valero - Campesina
- Paco Álvarez - Fernandito